# Alphonso Taft
Alphonso Taft (5 de noviembre de 1810 - 21 de mayo de 1891) fue el fiscal general y secretario de Guerra sirviendo con el presidente Ulysses S. Grant siendo el fundador de una dinastía política norteamericana.
Fue cofundador de la sociedad secreta Skull & Bones en 1832.

## Educación
Nacido Townshend, Vermont, se graduó de la Universidad de Yale en 1833, donde también fue un tutor.